# Vaspurakan
Vaspurakan (armensko Վասպուրական, latinizirano: Vasbouragan, dob. 'Zahodna Armenija') je bil osma provinca starodavnega Armenskega kraljestva. V srednjem veku je postal neodvisno kraljestvo s središčem ob Vanskem jezeru. Ozemlje Vaspurakana je zdaj del severozahodne Turčije in severozahodnega Irana in se šteje za zibelko armenske civilizacije.

## Ime
Ime Vaspurakan je iranskega izvora. Povezano je s srednjeperzijsko besedo vāspuhr, ki pomeni "starejši, dedič" ali "princ". V srednjeperzijščini se je izraz vāspuhrakān nanašal na najvišje plemstvo Sasanidskega cesarstva. V armenščini se je izraz vaspurakan uporabljal redko in je pomenil "plemeniti". Izraz vaspurakan gund, na primer, je pomenil "vojska/četa plemičev". Ime Vaspurakan bi se torej lahko prevedlo kot "plemenita dežela" ali "dežela princev".  Obstaja tudi več drugih razlag imena, na primer "poseben položaj" ali "kraljeva domena". Armenolog Heinrich Hübschmann je menil, da je ime verjetno nastalo kot skrajšanje izraza koghmn Vaspurakan Gndin ("dežela vojske/čete plemičev"), ki ga je omenil zgodovinar Sebeos v 7. stoletju.
Nekateri učenjaki so prepričani, da Strabon omenja Vaspurakan kot Basoropeda (starogrško Vasoropeda). Movses Horenaci, tradicionalno datiran v 5. stoletje, je bil prvi, ki je provinco omenil z imenom Vaspurakan, vendar samo enkrat. Poznejši armenski zgodovinarji omenjajo provinco bolj pogosto, zlasti po nastanku Arcrunijeve kneževine v Vaspurakanu

## Zgodovina
Od 9. stoletja pr. n. št. je bil Vaspurakan del Urartuja. V 6. stoletju pr. n. št. je postal del Armenske satrapije in leta 189 pr. n. št.  ena od provinc Velike Armenije. Nato je prišel v domeno armenske dinastije Arsakidov. Po razdelitvi kraljestva leta 387 je bil vključen v sasanidsko Armenijo. V 8. stoletju je padel pod arabsko oblast. V Vaspurakanu je zatem  prišlo do številnih uporov. Leta 885 je v okviru  Armenskega kraljestva postal svoboden. 
Skozi večino njegove zgodovine je v njem vladala dinastija Ardzruni, ki je prva uspela na tem območju ustvariti samostojno kneževino. V svojem največjem obsegu je leta 908 Vaspurakan obsegal ozemlje med Vanskim in Urmijskim jezerom. Tistega leta je abasidski kalif Gagiko I. Vaspurakanskega priznal za kralja Armenije v konkurenci z Bagratidi. Po pomiritvi z Ašotom II. je slednjega priznal za kralja  Vaspurakana. Leta 1021 je Senekerim Ardzruni podaril Vaspurakan Bizantinskemu cesarstvu in v zameno prejel posesti v Sebasteji in njeni okolici. 
Potem ko je bil Vaspurakan kot Vasprakija (bizantinsko grško Βασπρακία) prepuščen Bizantinskemu cesarstvu, so ga osvojili Turki Seldžuki. Kasneje so mu zaporedoma vladali Ahlatšahi, Ajubidi in Sultanat Rum. V začetku 13. stoletja so del Vaspurakana osvobodili Zakarijci, a so ga kmalu zatem osvojili Mongoli, Seldžuki, Kara Kojunli, iranski Safavidi in nato Osmanski Turki.

## Kantoni (gavarji)
Vaspurakasko ozemlje je merilo 40.870 km2 in bilo razdeljeno na 35 kantonov. 

## Zanimivi kraji
- staro mesto Van
- armenska stolnica Svetega križa na otoku Ahtamar
- Varagavank, armenski samostan na pobočju gore Varag  9 km vzhodno od Vana, ustanovljen na začetku 11. stoletja, ki je bil najbogatejši in najslavnejši v okolici Vanskega jezera
- Dzordorjeva kapela
- samostan svetega Gregorja Razsvetljevalca blizu gore Varag (Ereg)
- Naregavank, armenski samostan,  porušen v 10. stoletju
- Karmravank, armenski samostan iz 10. stoletja na obali Vanskega jezera
- samostan svetega Gregorja Gomškega na južni obali Vanskega jezera
- samostan svetega Bartolomeja
- samostan svetega Tomaža blizu Vanskega jezera
- cerkev Svetega križa v Soradirju
- Gürpınarska planota
- grad Hajkaberd
- Avarajrska planota
- samostan svetega Tadeja
- samostan svetega Štefana

## Galerija
- Medieval Armenian cathedrals and monasteries in Vaspurakan
- Stolnica Svetega križa (10. stoletje) na otoku Akdamar
- Narekavank (Narekov samostan, 10. stoletje) na obali Vanskega jezera
- Varagavank (Varagov samostan, 11. stoletje) ob vznožju gore Varag v bližini Vanskega jezera
- Samostan svetega Bartolomeja (13. stoletje)
- Samostan svetega Tadeja (14. stoletje) v severozahodnem Iranu
- Samostan svetega Štefana v severozahodnem Iranu